# گورتسکو ستاره
گورتسکو ستاره (به لاتین: Górecko Stare) یک روستا در لهستان است که در گمینا یوزفوو واقع شده‌است. گورتسکو ستاره ۳۳۲ نفر جمعیت دارد.